# Tenma Shibuya
Tenma Shibuya (渋谷 天馬?, Shibuya Tenma; Saitama, 13 gennaio 1969) è un attore, produttore cinematografico ballerino di danza classica ed attivista di scambi culturali giapponese.
Ha iniziato la sua carriera da attore nel 1993 dopo il suo rientro dagli USA, dove ha frequentato il college. Ha fatto delle comparse in alcuni film, spettacoli e serie TV nella sua giovane carriera di recitazione in Giappone. Nel 1997, ha partecipato a Bolero (coreografo: Maurice Béjart), una performance della Tokyo Ballet Company. Nel 1998, entra a far parte della commedia Romio e Giulietta (regista:  Yukio Ninagawa), Nel 2002, un film, Agitator (regista: Takashi Miike), nel 2004, film d'animazione CG, Appleseed (regista: Shinji Aramaki, musica: Ryūichi Sakamoto).
Nel 2006, Shibuya, all'età di 36 anni, visitò la Cina per la prima volta, instaurando un primo contatto con il mondo dello spettacolo cinese. Nel 2008, Shibuya interpreta il colonnello Sato, un famoso criminale di Ip Man (Yip Man), un film del kung-fu di Hong Kong che vinse il premio cinematografico del 28° Hong Kong Film Awards. Nel 2011 ha recitato nelle serie TV cinese più popolare, “Borrow Gun”, in cui Shibuya ha interpretato con successo Kato, un personaggio che gli ha conferito successo immediato in tutta la Cina.
Ha recitato nel film classificato al primo posto del 2014 "KANO" nella storia dei profitti Taiwanesi dei film box-Office. Nel 2017, è apparso nel dramma televisivo nazionale russo Sorge. Nel 2018, Cina, Stati Uniti, Corea, un film in tre paesi Air Strike: 大轟炸 (Art Director: Mel Gibson, Cast: Bruce Willis, Liu Ye, Adrien Brody, Song Seung-heon, ecc.) Interpreta il ruolo del pilota di Zero Fighter come unico ruolo principale giapponese del film.
Fino al 2018 Shibuya ha fatto più di 100 comparse tra film, serie TV e spettacoli in Giappone, Cina, Hong Kong, Taiwan e negli Stati Uniti, guadagnando una grande popolarità in Asia soprattutto nelle aree di lingua cinese. Oltre ad essere un attore, è anche un ballerino di danza classica giapponese e compositore da oltre 20 anni. Da più di 25 anni Shibuya si occupa di attività di volontariato per scambi culturali-internazionali. Ha insegnato giapponese come volontario nelle scuole superiori a Eugene (OR). Shibuya nel 2009 ha anche fondato un’organizzazione non-profit, con sede a Tokyo che mira a promuovere lo scambio culturale tra il Giappone e la Cina. Egli è stato il direttore generale di questa organizzazione fin dal principio.

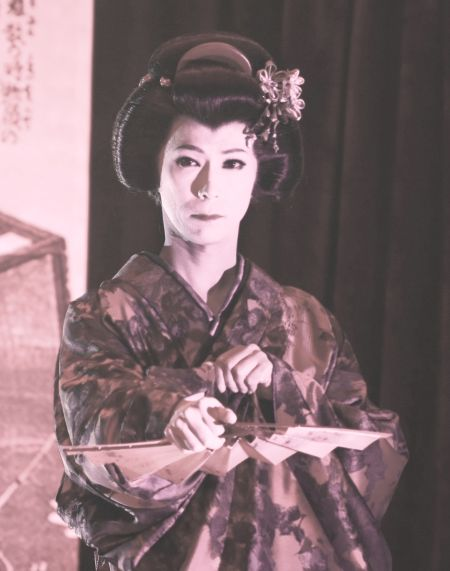
Tenma Shibuya danza danza giapponese

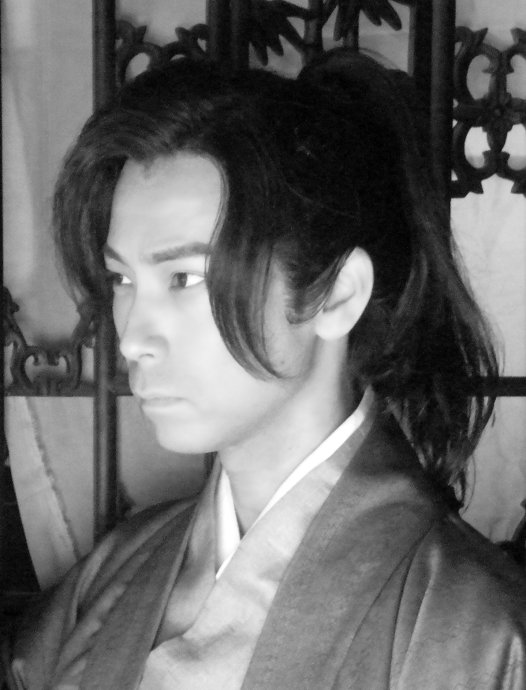
Tenma Shibuya in Kimono

## Carriera dello spettacolo
Shibuya iniziò la sua carriera di recitazione nel 1993. Determinato a diventare globalmente attivo, ha sentito prima il bisogno di accumulare esperienze in Giappone fino a quando non si sarebbe verifica un'opportunità. Oltre a recitare quotidianamente, Shibuya migliorò ulteriormente la sua abilità nell’esibizione in vari modi, tra cui prendendo lezioni di recitazione da Yoko Narahashi che successivamente sarebbe diventata una figura di spicco dell'industria cinematografica giapponese presso la casa di produzione “United Performers' Studio” che è associata con NY Actors Studio, (metodo di recitazione che in seguito divenne lo stile di recitazione attuale di Shibuya); frequentando lezioni di recitazione cinematografica a Eizoujuku, un collegio cinematografico professionale fondato da Genji Nakamura, direttore di oltre 40 film; frequentando lezioni di danza classica giapponese da Kazuma Nishikawa, il maestro della scuola di Nishikawa; conseguendo una formazione vocale presso la AK MUSIC specializzata in opera, chanson e musica pop. Shibuya oltre ad aver recitato in alcuni loro piccoli film indipendenti, ha preso parte, come ospite, in delle apparizioni per varie produzioni cinematografiche, così da poter familiarizzare con i loro metodi e stili. Nel frattempo, si è anche occupato di produzione cinematografica. Inoltre praticava le sue stesse canzoni accompagnate dalla chitarra cercando di migliorare giorno e notte.
Il debutto commerciale di Shibuya è avvenuto in “Sadistic Song” (1995), un film diretto da Genji Nakamura. E nel 1997 si presentano delle nuove opportunità teatrali per Shibuya. Nel mese di marzo, ha partecipato a “Bolero”, un famoso balletto. La performance è stata coreografata da Maurice Béjart, ed è stata diretta da Shiro Mizoshita del Tokyo Ballet, come uno dei gruppi di ballo presentati al salotto culturale di Tokyo. A luglio prese parte all’opera “principessa Sayo”, sia come personaggio che come ballerino di folk giapponese. Nel mese di agosto 1997, Shibuya è stato vicedirettore di “Annie Get Your Gun”, un famoso musical di Broadway interpretato presso il teatro Chunichi di Nagoya. Nell'anno successivo, ha avuto l'opportunità di lavorare con un famoso regista teatrale. Decide di rifiutare l’offerta e di interpretare Capulet nell’opera teatrale “Romeo e Giulietta”, diretto da Yukio Ninagawa, rimanendo comunque coerente alla sua carriera cinematografica. Nel 2001, Shibuya ha avuto un ruolo in “Agitator”, un film di Takashi Miike, regista particolarmente produttivo. Ha interpretato un membro della mafia, che sosteneva in modo convinto il suo leader, interpretato da Naoto Takenaka. Shibuya, durante questo periodo, ha avuto solo poche occasioni per recitare piccoli pezzi come detective, gangster, medico, e avvocato. La prima esperienza di Shibuya con l'animazione digitale è stata in “Appleseed”, i cui 4 personaggi sono prima stati registrati e successivamente elaborati in animazione attraverso la tecnica del "cattura-movimento". Il film è stato diretto da Shinji Aramaki, ed è stato pubblicato nel 2004 a livello globale.
Shibuya aveva progettato di iniziare a esibirsi in Cina, era solo scoraggiato dalle barriere e difficoltà linguistiche. Dopo aver appreso il mandarino all'Università di Lingua e Cultura di Pechino per sei mesi, ha iniziato ufficialmente la sua carriera di recitazione nel mondo dello spettacolo cinese. La prima serie tv cinese a cui ha partecipato è stata “Caoyuanchunlaizao”, nell’autunno del 2006 interpretando il ruolo di una persona reale nella storia, Shouji Kanai. L'anno seguente, ha co-guidato il suo primo film in Cina “Feihuduidiezhan”, diretto da Li Shu, è stato il programma più ritrasmesso dell'anno dal canale cinematografico predominante in Cina, CCTV-6. Anche se ancora un volto nuovo per il pubblico cinese, le sue esibizioni sono state presto riconosciute nel settore. Shibuya viene così notato, e viene scelto per un ruolo nel seguente spettacolo del regista Li Shu, che successivamente ha avanzato a Shibuya nuove proposte di recitazione. Shibuya è molto grato per tutto il sostegno che i suoi colleghi gli hanno dato.
Nel 2008, Shibuya recita in Ip Man, un film riguardante il Kung-fu di Wilson Yip, che avrebbe poi vinto il premio del 28 ° “Hong Kong Film Awards”. Il ruolo di Shibuya, il colonnello Sato, un cattivo furbo dal sangue freddo, non solo gli permette di affermarsi tra i professionisti, ma gli permette anche il riconoscimento tra il pubblico. In realtà, il regista Wilson, notando il consenso del pubblico e il successo del film, per metà serio e metà scherzoso lo avverte di stare lontano dal cinema.
Nel 2009 a Shibuya viene offerta l'opportunità di recitare nella sua prima serie televisiva Yangguifeimishi, diretta da You Xiaogang, interpretando Yin Tao (Anthony Wong) lo spettacolo è stato ambientato nella Cina della dinastia Tang. Come straniero, Shibuya si è immedesimato perfettamente nel suo antico personaggio cinese e lo ha interpretato con grande successo.
Nel 2010, Shibuya ha assunto un ruolo principale in “Shenhe”, interpreta Minetsugu Yoshida, un ornitologo che è andato al lago di Zhalong per cercare due gru, provenienti dal Giappone, che si erano perse. L'intero film è stato girato a Qiqihaer, una città Nord-orientale della Cina, nella quale durante le riprese del film, la temperatura ha raggiunto i -30 ° centigradi. La successiva serie tv a cui ha preso parte Shibuya è “Jieqiang”. Quest’ultima è stato un importante successo commerciale tuttavia ha suscitato diverse critiche. Il ruolo che ha rappresentato, quello di un antagonista scaltro ed emotivo, Kato Keiji, è stato definito dalla critica come malvagio e affascinante.  il programma ha raggiunto il record dei più alti guadagni nella storia dei programmi televisivi cinesi. Partecipando a tale programma in veste di Ip Man(Yip Man) e Jieqiang, Shibuya è certamente diventato uno dei più popolari attori giapponesi in Cina. Dal momento che le sue opere sono andate in onda anche in altri paesi, ha guadagnato popolarità in tutto il mondo.
Nel 2011, Shibuya, subito dopo il successo ottenuto dalla serie TV “Jieqiang” e l‘attenzione conquistata dei mass media, ha l’occasione di recitare con Christian Bale, vincitore di un Oscar, nel film “I fiori della guerra”.
La serie televisiva “Daxifa”, rilasciata nel 2012, ha permesso a Shibuya di interpretare un ruolo complesso e unico, quello di Wutengzhang, mago giapponese che va in Cina per rubare un documento segreto sulla magia tradizionale cinese. Questo personaggio differisce notevolmente dal solito ruolo del soldato a cui Shibuya era abituato a immedesimarsi. Durante lo sviluppo della storia, il personaggio acquisisce diverse identità come quella del giovane onesto, della ballerina sexy di Kabuki, del mago che pratica la magia sul palco, della vecchia pazza o dell’uomo di mezza età. Un'altra sfida che Shibuya deve affrontare durante i 40 episodi della serie TV è quella di dover parlare cinese mandarino fluentemente. Superate tutte le sfide, Shibuya guadagna riconoscimento per la sua professionalità e abilità nella recitazione.
Nello stesso anno (2012) Shibuya ancora una volta impressiona i suoi fan recitando Ichiro Nakamura, l’aiutante del protagonista nel film “Hushed Roar”. Ichiro è una persona dalla mentalità semplice che soffre di ipoglicemia, il suo matrimonio con l’amore di una vita era compromesso a causa della paura che la sua malattia fosse ereditaria. Questo film ha partecipato ufficialmente al Montréal World Film Festival. Nonostante durante la sua carriera abbia interpretato numerosi ruoli differenti, spesso personaggi monolitici, il personaggio di Ichiro, ricco di emozioni intense e travolgenti, era un nuovo ruolo per Shibuya da impersonare. Shibuya, come richiesto dal contesto del film, recita esclusivamente in inglese. Nonostante la produttrice non lo conoscesse di persona, commenta che la scelta di assegnare a Shibuya un ruolo comico la rassicurava, e che era molto soddisfatta della sua performance.
Nel 2013, Shibuya ottiene un ruolo nel film “KANO”, l’unico cast giapponese presente in Cina continentale. Il film tratta di una squadra di baseball di una scuola superiore a Taiwan. Umin Boya, il regista, ha offerto il ruolo a Shibuya perché viene particolarmente colpito dalla sua performance in Ip Man(Yip Man). Shibuya è felice di accettare la sua offerta non solo per l’interesse nel contenuto del copione, ma anche per la reputazione che vanta il regista di essere cooperativo e aperto a opinioni diverse. superando il record al botteghino a Taiwan, il film ha avuto un grande successo anche in Giappone, Hong Kong e altri paesi. Shibuya, inoltre, appare a “Xiaobaohelaocai” nel 2013. Questa è la sua prima occasione in Cina per recitare un ruolo comico, verso cui egli nutre profondo interesse. Essendo occupato a Taiwan nelle riprese di “KANO”, è così riuscito ad andare in giornata a Pechino per partecipare alle riprese. Nonostante il ruolo di aiutante del colonnello Qingtian apparisse in ben poche scene, era abbastanza complicato da interpretare. Il colonnello Qingtian vive la fine della seconda guerra mondiale in Cina e dal momento che la situazione della guerra peggiora egli inizia a disperarsi. Sapendo che sarebbe partito dalla sua stazione il giorno dopo, da una svolta alla trama uccidendo un personaggio. La sua parte è troppo breve per descrivere la personalità del personaggio, ma Shibuya improvvisando riesce anche a essere ironico. La sua esibizione viene elogiata sia dal suo team che dal pubblico. Nonostante la sua piccola parte, Shibuya si fa comunque notare.
Shibuya continuò a coltivare la sua abilità nel recitare svariati ruoli nelle serie televisive in Cina come “Fenghuoshuangxiong” (2013), “Youchai” (2015) e “Tiezaishao” (2015). In “Fenghuoshuangxiong” si innamora di una ragazza giapponese che poi perde alla fine della storia; in “Youchai”, ha una relazione con una spia giapponese, la cui morte causò la sua brama di vendetta; in “Tiezaishao”, si innamora di una ragazza cinese tuttavia è costretto ad ucciderla. Attraverso la sua performance, gli spettatori hanno provato diverse emozioni, e visto personalità accurata sotto tutti i punti di vista, che è raro vedere su ruoli come quello del soldato giapponese.
Dal 2015, dal momento che la fama e la ricchezza di Shibuya inizia ad aumentare egli ha più libertà nella scelta dei suoi ruoli futuri. Dirige “Wanfeng”, un progetto di laurea di un gruppo di studenti all’Accademia del Film di Pechino. Il progetto sopracitato, suscita profondo interesse in Shibuya per la passione sfrenata e il talento innato degli studenti, indipendentemente dal budget del film. Decide di collaborare al film “laurea degli studenti”; non solo per la sua passione nel recitare, ma anche per dare consigli su tutti gli aspetti della produzione cinematografica.
Shibuya dà molta importanza alla comunicazione con registi e con il team di attori, dirigendo molte collaborazioni con diversi registi, tra cui Xiao Feng. Sono rimasti in contatto da quando hanno lavorato insieme a “Hushed Roar” nel 2012 e quando Xiao Feng ha diretto The Bombing - La battaglia di Chongqing, quattro anni dopo, ha affidato a Shibuya il principale ruolo giapponese. Il film è stato co-prodotto da compagnie cinesi, coreane e di Hollywood. Tra i progettatori ci sono Vilmos Zsigmond, Richard Anderson, e Ronald Bass, vincitori di Oscar in cinematografia, rispettivamente effetto sonoro e sceneggiatura, e Mel Gibson ha partecipato a questo film come Art Director. Raccontando la storia dei bombardamenti giapponesi sulla città di Chongqing durante la seconda guerra mondiale, gli attori principali provengono da quattro paesi diversi; Liu Ye dalla Cina, Bruce Willis e Adrien Brody dagli Stati Uniti, Song Seung-heon dalla Corea, e Shibuya dal Giappone. Shibuya interpreta un pilota esperto che pilota un combattente “Zero” e lotta contro i piani-battaglia cinesi. Tutte le scene di battaglia aerea in cui recita Shibuya sono riprese nello studio degli effetti speciali, cosa che pone dei limiti alla sua recitazione. Essendo nella cabina di pilotaggio, può solo usare espressioni facciali. Inoltre, la sua recitazione dipende solamente dalla sua immaginazione in quanto non ci sono avversari o oggetti in studio. Shibuya, nonostante tutte le difficoltà di recitazione, viene comunque elogiato.
Shibuya appare abbastanza frequentemente in TV in Cina nell’autunno 2015. Includendo anche show ritrasmessi, cinque serie TV in cui ha recitato, “Tiezaishao”, “Ershisidaoguai”, “Jieqiang”, “Xuanya”, “Xuebao”, e appare in più di dieci canali TV tra cui Anhui, Beijing, Zhejiang satellite, CCTV-8, Guizhou satellite, Xizang satellite, Shanxi satellite, Anhui satellite, Tianjin satellite. Un gran numero dei fun di Shibuya ha commentato e discusso i ruoli rappresentati da Shibuya, specialmente della sua nuova opera, “Tiezaishao”. Il pubblico si è commosso quando la sua passione e la sua sensibilità arrivano a una fine e deve uccidere l’amore della sua vita. La recitazione di Shibuya riceve la massima lode per il suo abbondante e complesso flusso di emozioni. Il pubblico rimane impressionato specialmente dall’immagine compassionata che Shibuya ha rappresentato, diversamente dal solito personaggio giapponese terrificante nelle produzioni cinesi.
Tenma Shibuya a volte collabora anche con imprese come un personaggio immagine o un portavoce. A luglio del 2013 ha partecipato a un’esibizione di arte, “un onore incontrarti”.
A marzo del 2014 ha collaborato con Antique jewelry brand, “House of Willow”.
a maggio del 2014, ha lavorato come portavoce per il Millennium Residences Beijing al progetto“Tenma Shibuya’s Art Space & Art Life Style.”
Ad aprile del 2015, ha partecipato all’esibizione “Yinluchi Art District Fine Brushwork Exhibition”.
a luglio del 2015 ha partecipato all’esibizione “Chao Hong's Painting Art Exhibition”, “Unire l’Est con l’Ovest” dove ha tenuto un discorso.
Da giugno a luglio del 2015, ha fatto il portavoce di una marca Africana, “African Symbol”.
A febbraio del 2017 ha collaborato con il marchio Fragrance, riclassificata per il progetto della sua promozione, “Tenma Shibuya Comprehends Ancient Greek Philosophy through Perfume.”
Fino al 2018, Shibuya ha partecipato ad oltre 100 performance tra cui film, serie TV e spettacoli in Giappone, in Cina, ad Hong Kong, in Russia e negli Stati Uniti. Oggi è conosciuto come famoso attore giapponese attivo nelle regioni in cui si parla Cinese, specialmente nella Cina Continentale.

## Filmografia

### Film
| Anno | Titolo                        | Luogo     | Direttore                     | Ruolo                        |
| 2019 | Padiglione delle Orchidee     | Cina      | Lou Ye                        | Luogotenente Hosoda          |
| 2019 | Le tredici cacce              | Cina      | Li Bin                        | Kouichiro Ishihara           |
| 2018 | Air Strike                    | Cina      | Xiao Feng                     | Pilota zero fighter; Sato    |
| 2017 | Le quattordici rapine         | Cina      | Wang Qiang                    | Generale Kato                |
| 2016 | Dammi prima il motive         | Cina      | Wang Qiang                    | Padrone del casino Jin       |
| 2015 | Assassino immaginario         | Cina      | Kan Ruohan                    | Tsuji Masanobu               |
| 2014 | Kano                          | Taiwan    | Umin Boya                     | Rappresentante dei cittadini |
| 2013 | Piccole tigri volanti         | Cina      | Qian Xiaohong                 | Gangcun                      |
| 2012 | ChengchengfenghuoJuesha       | Cina      | Li Cai                        | Gaoqiao                      |
| 2012 | Hushed Roar                   | Cina      | Xiao Feng                     | Ichiro Nakamura              |
| 2011 | The Flowers of War            | Cina      | Zhang Yimou                   | Fuguan                       |
| 2010 | Eergunaheyouan                | Cina      | Yang Minghua                  | Hideo Suzuki                 |
| 2010 | Tiexuejiangqiao               | Cina      | Zhang Yuzhong                 | Kanji Ishibashi              |
| 2010 | Shenhe                        | Cina      | Wang Jianwei                  | JitianFengci                 |
| 2010 | Morte e Gloria a Changde      | Cina      | Shen Dong                     | YitengSanlang                |
| 2009 | Cow                           | Cina      | Guan Hu                       | Terada                       |
| 2008 | Ip Man (Yip Man)              | Hong Kong | Wilson Yip                    | Colonnello Sato              |
| 2008 | Battaglia delle tigri volanti | Cina      | Li Shu                        | Xiongben                     |
| 2007 | Yexi                          | Cina      | An Lan                        | Lieutenant Tanaka            |
| 2004 | Appleseed                     | Giappone  | Fumihiko Sone, Shinji Aramaki | Uranus (motion capture)      |
| 2003 | Ichigonokakera                | Giappone  | Shun Nakahara                 | Bartender                    |
| 2002 | Agitator                      | Giappone  | Takashi Miike                 | Shintani                     |
| 2002 | Hiroshimayakuzasensou         | Giappone  | Toru Ichikawa                 | Yakuza                       |
| 2001 | Zonbigokudou                  | Giappone  | Hirohisa Sasaki               | Detective                    |
| 2002 | Bastoni                       | Giappone  | Kazuhiko Nakahara             | Agente di attrici porno      |
| 2001 | Minaminoteiou                 | Giappone  | SadaakiHginiwa                | Operaio di fabbrica          |
| 2001 | Salarymanpachinkaergingtaro   | Giappone  | Takeshi Niizato               | Segretario                   |
| 2001 | Aokiookamitachi               | Giappone  | Kenji Yokoi                   | Hitman                       |
| 2000 | Kamome                        | Giappone  | Genji Nakamura                | Squalo Loan                  |
| 1999 | Fubundaisousa                 | Hong Kong | Zhang Yinghua                 | Manager di negozio           |
| 1998 | Hananoana                     | Giappone  | Kazushige Inada               | Rebel                        |
| 1998 | Genkinokamisama               | Giappone  | Genji Nakamura                | Marito                       |
| 1997 | Mamushinokyoudai              | Giappone  | Toru Murakawa                 | Punk                         |
| 1996 | Sadistic Song                 | Giappone  | Genji Nakamura                | Playboy                      |
| 1996 | Saigonoshigoto                | Giappone  | Maiko Inoue                   | Ladro                        |

### Serie TV
| Anno | Titolo                     | Luogo    | Direttore        | Ruolo                   |
| 2019 | Binbianbushihaitanghong    | Cina     | HuiKaidong       | Generale Kyujou         |
| 2018 | Growing pains of swordsmen | Cina     | Shang Jing       | Ninja Hattori           |
| 2017 | Taiwanwangshi              | Cina     | CuiLiang         | Polizia Chief Matsumura |
| 2016 | Sorge                      | Russia   | Sergey Ginzburg  | Imuro                   |
| 2015 | Youchai                    | Cina     | He Liu, Bai Yang | ShuiguXinfu             |
| 2015 | Ershisidaoguai             | Cina     | Zhang Yuzhong    | Dachuan                 |
| 2015 | Tiezaishao                 | Cina     | Liu Xin          | GaomuYiren              |
| 2014 | Fenghuoshuangxiong         | Cina     | JinLiangyan      | Heitianzhongxiong       |
| 2013 | Xiaobaohelaocai            | Cina     | Shang Jing       | QingtianDazuo           |
| 2012 | Xuanya                     | Cina     | Liu Jin          | Saburo Shibuya          |
| 2012 | Shenmirenzhi               | Cina     | Shao Jinghui     | SongbenWulang           |
| 2012 | Haojiahuo                  | Cina     | Jian Chuanhe     | Kanji Abe               |
| 2011 | Dakuaize                   | Cina     | Gao Jin          | GuitianCilang           |
| 2011 | Daxifa                     | Cina     | Wang Shuo        | Wuteng Zhang            |
| 2011 | Jiezhenguochuanqi          | Cina     | Lei Xianhe       | Jitian                  |
| 2011 | Xingfumanwu                | Cina     | Jia Yiping       | Mouye                   |
| 2010 | Jieqiang                   | Cina     | Jiang Wei        | JiatengJinger           |
| 2010 | Zhizhewudi                 | Cina     | Jian Chuanhe     | YunchuanXiuyi           |
| 2010 | Woshichuanqi               | Cina     | Xu Zongzheng     | HeichuanShuo            |
| 2010 | Chuanjuntuanxuezhandaodi   | Cina     | Li Shu           | YedaoCanger             |
| 2010 | Tiexuezhonghun             | Cina     | Zhou Youchao     | YuantianDuizhang        |
| 2009 | Shengsixian                | Cina     | Kong Sheng       | DubianChunliang         |
| 2009 | Yangguifeimishi            | Cina     | You Xiaogang     | DabanGumalv             |
| 2009 | Xuebao                     | Cina     | Chen Haowei      | Dubian Wu               |
| 2009 | Watashigakodomodattakoro   | Giappone |                  | Xianbingduiyuan         |
| 2008 | Didaoyingxiong             | Cina     | Ding Hei         | ShangdaoCilang          |
| 2006 | Caoyuanchunlaizao          | Cina     | Wang Tao         | Shouji Kanai            |
| 2005 | Iryoushounenyinmonogatari  | Giappone |                  | Guidatore di Truck      |
| 2004 | Kekkon                     | Giappone |                  | Medico legale           |
| 2003 | Kougenheirasshai           | Giappone |                  | Manager di hotel        |
| 2002 | Rakutenseikatsu            | Giappone |                  | Cameraman               |

## Spettacolo

### Teatro
| Anno | Titolo             | Luogo    | Ruolo                         | Note                  |
| 2000 | Yukionna           | Giappone | Heikichi                      | Municipio di Ohme     |
| 1998 | Romeo e Giulietta  | Giappone | Capulet family,Dance Ensemble | Teatro d’arte Saitama |
| 1998 | Jidairomanboukenki | Giappone | Ancestor & Descendant,2Roles  | Teatro di Mitaka      |
| 1997 | Principessa Sayo   | Giappone | Farmer, Dance Ensemble        | Il tempio di Zoujou   |
| 1996 | L’imperatore Jones | Giappone | Moneylender                   | Teatro d’arte Saitama |

Musical
| Anno    | Titolo                  | Luogo    | Ruolo                                | Note                                                                              |
| 1998-99 | La foresta di Kumagon's | Giappone | Kumagon& Horosuke,2ruoli) -direttore | 7 grandi sale regionali (Takasaki,Mattou, Sasebo,Sendai,Kanazawa, Takasago,Chiba) |

### Balletto
| Year | Title                                                                           | Region   | Role               | Notes                     |
| 1997 | Bolero (coreografo: Maurice Béjart), una performance della Tokyo Ballet Company | Giappone | Complesso di danza | Salotto cultural di Tokyo |

### Voce fuori campo
| Media           | Title                           | Region   | Role               | Notes      |
| TV CS           | TaikenPekinPekinPekin           | Giappone | Narrazione         | 16 episodi |
| TV CS           | TaikenPekinpekinpekin 2         | Giappone | Narrazione         | 16 episodi |
| TV BS           | Chugokumenroadwoyuku            | Giappone | Narrazione         | 16 episodi |
| VP              | Cannone                         | Giappone | Narrazione         |            |
| VP              | Sharp cell phone                | Giappone | Narrazione         |            |
| VP              | Happy Taobao                    | Cina     | Narratione         |            |
| VP              | China Lianyungang               | Cina     | Narratione         |            |
| VP              | China Jinmenqiao                | Cina     | Narratione         |            |
| VP              | Cannon                          | Giappone | Narratione         |            |
| CG animazione   | Japanimation                    | U.S.A    | 4 ruoli principali |            |
| Film            | Dongfengyu                      | Cina     | Fujiki             |            |
| TV drama        | Zhongtiankenjian                | Cina     | Takahashi          |            |
| TV drama        | Xuebao                          | Cina     | Yamamoto           |            |
| CG Game Soft    | Suikoden                        | Giappone | Narrazione         |            |
| ep Broadcasting | Introduction of ep Broadcasting | Giappone | Navigatore         |            |

## TV/Programmi radiofonici
| Media | Titolo         | Regione | Note     |
| BMN   | Wozai Beijing  | Cina    | Ospite   |
| CCTV  | Dialogue(対話) | Cina    | Ospite   |
| CRI   | Tetsubeya      | Cina    | Comparsa |

## Carriera delle attività di scambio culturale internazionale
Tenma Shibuya ha realizzato l'importanza degli scambi culturali e della comprensione reciproca tra le diverse razze e le diverse culture grazie alla sua esperienza da giovane negli Stati Uniti. Dopo il suo ritorno in Giappone, dedica molto tempo, come volontario, per delle attività di scambio culturale offrendo lezioni gratuite di giapponese; ha anche istituito una classe di danza classica giapponese gratuita e ha insegnato privatamente giapponese a stranieri.
Dopo essere andato in Cina nel 2006, ha promosso diversi eventi di scambio culturale a Pechino; ha istituito a Tokyo un'organizzazione no-profit, la “Japan-China cultural exchange promotion” (JC-CEP), con l'obiettivo di promuovere lo scambio culturale tra il Giappone e la Cina nel 2009. Come fondatore-direttore generale, Tenma ha organizzato oltre venti attività di scambio culturale, spesso in stretta collaborazione con le organizzazioni nazionali, l’Ambasciata del Giappone, la Fondazione Giapponese e la Japan culture center, and the society of Sino-Japanese Relations History. Il suo desiderio di promuovere la comunicazione con le diverse culture e la comprensione di esse è evidente visto il suo impegno costante fin dagli anni novanta.

### Attività rilevanti del programma di promozione culturale Giappone-Cina
Aprile, 2007
Prima conferenza dell'associazione della cultura giapponese, società precedente a quella della promozione dello scambio culturale tra Giappone e Cina. Tenma ha partecipato alla conferenza come uno dei rappresentanti e ha condiviso le sue conoscenze riguardo alla sua cultura, come nozioni sulla danza classica giapponese, sulla cerimonia del tè, sull’arte Kado della disposizione dei fiori-, sull'Aikido, sul karate, sulle anime & fumetti e sulla danza di strada.
Giugno, 2007
Incontro con oltre 40 ospiti di varie nazionalità e diversi contesti sociali. Sono state tenute discussioni generali sulle varie culture, esibizioni di danza classica giapponese e letture di anime giapponese e sono state apprezzate dagli ospiti.
Luglio, 2007
Pubblicazione della cerimonia del tè di Urasenke, in cooperazione con la rivista “Super city”.
Novembre, 2007
Evento di scambio culturale; letture sul Kitsuke e sul kimono & esibizioni della danza di strada giapponese, l’evento è stato tenuto nella zona residenziale di Pechino, Nanluoguxiang.
Febbraio, 2008
Seminario introduttivo sulla cultura giapponese per gli studenti cinesi che vogliono studiare in Giappone. Tenuto a Pechino dall’ambasciata giapponese in Cina.
Febbraio, 2008
Letture and workshop sulla’arte e cultura tradizionale giapponese presso la “Beijing Yinghua Japanese language school”.
Marzo - Aprile, 2008
Serie di conferenze sulla cultura giapponese presso l'Ambasciata del Giappone in Cina e la Japan International Exchange Foundation, con la cooperazione dell’Ambasciata di informazione giapponese e centro di cultura e la Società Cinese sulle relazioni storiche Sino-Giapponesi.
Titoli delle conferenze:
Fashion giapponese: kimono & moda contemporanea
Danza giapponese: classica & danza di strada
Arti marziali giapponesi: kendo, karate & aikido
Cultura pop giapponese: manga, anime & musica
Luglio, 2008
Promozione de Tour giapponese, campagna a chilometro zero, ospitata dall'organizzazione nazionale giapponese del turismo.
Settembre, 2008
Festival. “Bonodori” è una danza tradizionale giapponese. Circa 100 persone hanno partecipato a questo evento di ballo.
Settembre, 2008
Partecipazione al festival del turismo giapponese, presso il parco Chaoyang di Pechino. Tenma ha condotto una danza classica giapponese chiamata “Sukeroku”.
Settembre, 2008
Conduce una lettura sul Kitsuke giapponese, introducendo vestiti giapponesi, come il kimono, e come indossarli. Quest’attività viene tenuta a Fureainoba a Changchun in Cina, e ospitata dalla fondazione “Japan International Exchange Foundation”.
Marzo - Giugno, 2009
Seconda serie di conferenze sulla cultura giapponese presso il centro culturale giapponese a Pechino. I congressi sono stati tenuti dalla società di promozione culturale tra Giappone e Cina e dalla fondazione di scambi internazionali giapponese, in cooperazione con l’Ambasciata Giapponese in Cina, e la “China Society for People’s Friendship Studies”.
Le letture sono state tenute in cinque giorni:
Titoli delle conferenze:
1. Animazione & musica pop giapponese
2. Tè & dolci giapponesi
3. Fashion & make-up giapponese l
4. Architettura & design d’interni giapponese
5. Sakè & cucina giapponese
Maggio, 2009
Creazione di “Tenma-Kai”, un gruppo di danza classica femminile giapponese composto da ballerini giapponesi e cinesi. Organizzato da Tenma, il gruppo faceva parte del secondo Festival di scambio Cina-Giappone, co-ospitato dall'associazione giapponese della Peking University e della “China-Japan Exchange Association”.
Ottobre, 2009
Partecipazione all'attività di scambio culturale Giappone-Cina ospitata da Manbu. La società di promozione dello scambio culturale Giappone-Cina ha organizzato spettacoli teatrali e ha ingaggiato personale volontario.
Novembre, 2009
Incontro con il signor Li Dechun, famoso studioso cinese della letteratura giapponese con cui Tenma, in qualità di rappresentante della promozione dello scambio culturale tra Giappone e Cina, ha scambiato opinioni sulla promozione dello scambio culturale Giappone- Cina. Il signor Li è diventato in seguito consulente speciale della promozione dello scambio culturale Giappone-Cina.
Novembre, 2009
Set di un film intitolato “visit of Eergunaheyouan”. Un film sulla minorità etnica in Cina fondata da un club euroasiatico.
Maggio, 2012
Incontro con i suoi compagni universitari, dove Tenma ha tenuto un discorso sullo scambio culturale dei film e della televisione, e ha cantato la sua canzone originale “pengyou” accompagnata dalla chitarra.
28 luglio, 2012
Evento di scambio culturale tra Giappone e Cina, “Souka! – 搜卡！, incontro di scambio per promuovere la comprensione tra Giappone e Cina tramite la condivisione delle esperienze delle persone.
La celebrazione del 40 ° anniversario della normalizzazione delle relazioni sino-giapponesi è stata organizzata dalla promozione dello scambio culturale tra Giappone e Cina in collaborazione con il centro di informazione e cultura dell'Ambasciata del Giappone e la Cina, la società e la storia delle relazioni sino-giapponesi. A questo evento hanno partecipato due ospiti speciali, il signor YujiMiyauchi e il signor Liu Xinhua. Hanno scambiato opinioni ed esperienze prima dell’incontro.
Ottobre, 2012
Performance di danza classica giapponese nel 2012 durante l’expo dello scambio sino-giapponese, China National convention center (CCNC). Tenma ha condotto la danza in questo evento che celebra il 40 ° anniversario della nominalizzazione delle relazioni sino-giapponesi.
Marzo, 2013
Esibizione e workshop su Ikebana, una tradizionale disposizione floreale Giapponese, centro di cultura Giapponese, Pechino. Diretto da Koryu bi・Seikai, organizzato dallo scambio culturale Giappone-Cina, l’evento è stato tenuto per due giorni.
Circa 150 invitati hanno partecipato all’evento. Supportato dall’ambasciata di informazione e cultura Giapponese e dalla Società Cinese sulle relazioni storiche Sino-Giapponesi, è divenuto un evento annuale dal 2013.